# Ricky Berens
Richard Berens (Charlotte, 21 aprile 1988) è un ex nuotatore statunitense.

## Palmarès
- Olimpiadi

Pechino 2008: oro nella 4x200m sl.
Londra 2012: oro nella 4x200m sl e argento nella 4x100m sl.
- Mondiali

Roma 2009: oro nella 4x100m sl e nella 4x200m sl.
Shanghai 2011: oro nella 4x200m sl.
Barcellona 2013: oro nella 4x200m sl e argento nella 4x100m sl.
- Mondiali in vasca corta

Dubai 2010: argento nella 4x200m sl.
- Giochi PanPacifici

Irvine 2010: oro nella 4x200m sl.
- Giochi Panamericani

Rio de Janeiro 2007: oro nella 4x100m misti, argento nella 4x100m sl e nella 4x200m sl.